# 3105 Stumpff
3105 Stumpff eller A907 PB är en asteroid i huvudbältet, som upptäcktes 8 augusti 1907 av den tyska astronomen August Kopff i Heidelberg. Den är uppkallad efter den tyske astronomen Karl Stumpff.
Asteroiden har en diameter på ungefär 6 kilometer och den tillhör asteroidgruppen Flora.